# Seznam ruskih kemikov
Seznam ruskih kemikov.

## A
- Anatole (Anatolij) Andrejew/-v (1914 – 2013), francoski biokemik ruskega rodu
- Mihail Anisimov (1941 –)  rusko-azerbajdžanski interdisciplinarni (fizikalno-kemijsko-biotehnološki) znanstvenik
- Aleksandr Arbuzov (1877 – 1968)
- Boris Aleksandrovič Arbuzov (1903 – 1991)
- Isaac Asimov (?)

## B
- Aleksej Bah (Bach; Алексей Бах) (1857 – 1946)
- Aleksej Aleksandrovič Balandin (1898 – 1967)
- Fjodor Beilstein/Bejlštejn (Friedrich Konrad Beilstein) (Фёдор Бейльштейн) (1838 – 1906)
- Nikolaj Beketov (Николай Бекетов) (1827 – 1911)
- Vladimir V. Boldirev
- Jelena Vladimirovna Boldireva (1961 –)
- Aleksander Borodin (Алекса́ндр Бороди́н) (1833 – 1887)
- Aleksander Braunstein /Braunštejn (1902 – 1986) (biokemik)
- O. I. Brodski (Ukr.)
- Аnatolij Leonidovič Bučačenkо (1935 –) (fizikalni)
- Aleksander Butlerov (Александр Бутлеров) (1828 – 1886)

## C
- Mihail Cvet (Михаи́л Цвет) (1872 – 1919)

## Č
- Michael Chaykovsky?
- Ilja Černjajev (1893 – 1966)
- Lev Čugajev (1873 – 1922)
- Jelena Čukovska(ja) (1931 – 2015)

## D
- Aleksandr Dianin (1851 – 1918)
- A. V. Dumanski

## E
- Nikolaj Markovič Emanuel (1915 – 1984)
- Vladimir Engelgardt (1894 – 1984) (biokemik, molekularni biolog)

## F
- Aleksej Favorski (Алексей Фаворский) (1860 – 1945)
- Jevgraf Fjodorov (Евграф Степанович Фёдоров) (1853 – 1919)
- Georgij Fljorov (1913 – 1990)
- E. L. Frankevič (fizikalni)
- Aleksandr Frumkin (1895 – 1976) (elektrokemik)

## G
- Aleksandr Gabibov
- Vitalij Goldanski (1923 – 2001)

## H
- Germain Henri Hess (1802 – 1850) (švicarsko-ruski)

## I
- Vladimir Ipatjev (1867 – 1952) (ZDA)
- Viktor Fjodorovič Ivanov

## J
- Aleksej Ivanovič Jekimov (1940 –) n. n. 2023

## K
- Martin I. Kabačnik (1908 – 1997)
- Anatolij Fjodorovič Kapustinski (Анатолий Фёдорович Капустинский) (1906 – 1960) (kristalograf)
- Sergej G. Kara-Murza (1939 –)
- Valentin Kargin (1907 – 1969)
- Bonifatij Mihajlovič Kedrov (1903 – 1985)
- Andrej Ivanovič Kiprijanov (1896 – 1968?)
- Nikolaj Kischner/Kižner (1867 – 1935)
- Isaak Iljič Kitajgorodski (1888 – 1965)
- Dmitrij Georgijevič Knorre (1926 – 2018)
- Ivan Ljudvigovič Knunjanc (1906 – 1990)
- Nikolaj Konstantinovič Kočetkov (1915 – 2005)
- Viktor N. Kondratjev (1902 – 1977)
- Mihail Konovalov (1858 – 1906)
- Mihail Korotejev (1940 –)
- Vasilij V. Koršak (1909 – 1988)
- Sergej Kudrjašov
- Natalija Kudrjavceva
- Boris Vasiljevič Kurčatov (Бори́с Курча́тов) (1905 – 1972)
- Dmitrij Kursanov (1899 – 1983)

## L
- Aleksander Nikolajevič Lebedjev (1869 – 1937)
- Sergej Vasiljevič Lebedev (Серге́й Ле́бедев) (1874 – 1934)
- Valerij Aleksejevič Legasov (Валерий Легасов) (1936 – 1988)
- Julija Vsevolodovna Lermontova (1847 – 1919)
- Mihail Vasiljevič Lomonosov (Михаи́л  Ломоно́сов) (1711 – 1765)

## M
- Ignatij Majdel (Игнатий Майдель) (1874 – 1930)
- Georgij Georgijevič Malenkov (1938 –)
- Vladimir Markovnikov (Влади́мир Марко́вников) (1838 – 1904)
- Dimitrij Mendelejev (Дми́трий Менделе́ев) (1834 – 1907)
- Vil Sultanovič Mirzajanov (1935 –) (Tatar)
- N. N. Moskvitin ?

## N
- Aleksander Nesmejanov (Александр Николаевич Несмеянов) (1899 – 1980)
- Anatolij Nikolajev (1902 – 1977)
- Boris Petrovič Nikolski (1900 – 1990)

## O
- Aleksander Oparin (Алекса́ндр Опа́рин) (1894 – 1980)
- Jurij Ovčinnikov (Юрий Овчинников) (1934 – 1988) (biokemik: biološko orožje..)

## P
- Aleksandr (Oleksandr V.) Palladin (1885 – 1972) (biokemik)
- Vladimir Palladin (1859 – 1922) (biokemik, botanik)
- Valentin Nikolajevič Parmon
- Lev Pisarževski (1874 – 1938)
- Ivan Plotnikov (1878 – 1955) (rus.-hrv.)
- A. A. Ponomarev
- Ilja Romanovič Prigogine/Ilya Prigogine/Prigožin (1917 – 2003) (judovsko/rusko-belgijski)
- Sergej Prokojedin-Gorski (1863 – 1944)

## R
- Aleksandr Reformatski (1864 – 1937)
- Sergej Reformatski (Серге́й Реформа́тский) (1860 – 1934)

## S
- Renad Zinnurovič Sagdejev (1941 –)
- Nikolaj Selinski (1861 – 1953)
- Nikolaj Nikolajevič Semjonov (Никола́й Семёнов) (1896 – 1986)
- Jakov K. Sirkin (1894 – 1974)
- I. M. Skvorcov
- Pjotr Grigorjevič Sobolevski (1781/2 – 1841)
- Jurij Timofejevič Stručkov (1926 – 1995) (kristalograf)
- Genrih Vasiljevič Struve (1822 – 1908)

## Š
- Lidija Ščerbakova-Semjonova (1926 – 2021)
- Mihail M. Šemjakin (1908 – 1970)
- Jurij Ševeljov (molekularni biolog)
- E. A. Šilov (1893 – 1970)
- Lina (Solomonovna) Štern (1878 – 1968)
- Aleksej V. Šubnikov (1887 – 1970) (kristalograf)
- Mihail Mihajlovič Šulc (1919 – 2006)

## T
- Vjačeslav Tiščenko (1861 – 1941)
- Vladimir Tsirelson/Cilerson/? (1948 –) (kvantni kemik)

## U
- (Aleksej Uhtomski)

## V
- Vladimir Vernadski (1863 – 1945) (geokemik)
- Aleksander Pavlovič Vinogradov (1895 – 1975) (geokemik)
- Semjon Volfkovič (Семён Исаакович Вольфкович) (1896 – 1980)
- Ana Volkova (Анна Волкова) (1800 – 1876)

## Z
- Aleksander Zajcev (Алекса́ндр За́йцев) (1841 – 1910)
- Nikolaj Dimitrijevič Zelinski (1861 – 1953)
- Nikolaj Zinin (1812 – 1880)

## Ž
- Jurij Andrejevič Ždanov (1919 – 2006)